# Lirobittium johnstonae
Lirobittium johnstonae är en snäckart som beskrevs av Bartsch 1911. Lirobittium johnstonae ingår i släktet Lirobittium och familjen Cerithiidae. Inga underarter finns listade i Catalogue of Life.